# تأثير ووزل
تأثير ووزل، يُعرف كذلك باسم الاستدلال بالاقتباس، أو ووزل، يحدث عندما تتسبب الاقتباسات المتكررة لمنشورات سابقة تفتقر إلى الأدلة في تضليل الأفراد والجماعات والعامة من الناس، وتجعلهم يفكرون أو يعتقدون أن هناك ثمة دليل، وبهذا تصبح الأكاذيب أساطير حضرية وأخبارًا ملفقة. ويعد تأثير ووزل مصطلحًا صاغه بيفرلي هوتون في عام 1979. ويصف هذا المصطلح نمطًا من التحيز يمكن ملاحظته في مجال العلوم الاجتماعية، والذي يتم الإشارة إليه بتسببه في إحداث العديد من الأخطاء في إدراك الأفراد والعامة من الناس، وداخل الأوساط الأكاديمية، وفي مجال صناعة السياسات والحكومة. كذلك، يرمز مصطلح ووزل إلى ادعاء مُثار حول الأبحاث غير مدعوم بنتائج أصلية.

## الأصل والاستخدام
ووزل هو اسم لشخصية وهمية وردت في الكتاب الذي ألفه ألان ألكسندر ميلان بعنوان ويني ذا بوه (Winnie-the-Pooh)، الذي نُشر في عام 1926. في الفصل الثالث، «حيث ذهب بوه وبيجليت للاصطياد وكانوا على وشك اصطياد ووزل»، يبدأ ويني ذا بوه وبيجليت بتتبع آثار الأقدام المخلّفة على الثلوج، معتقدين أنها آثار ووزل. وأخذت هذه الآثار تتكرر على طول الطريق. ثم يوضح كريستوفر روبن أنهم لم يكونوا يتتبعون سوى آثارهم حول شجرة.
في عام 1979، فسّر هوتون مفهوم تأثير ووزل، موضحًا كيف تم تحويل العمل الذي أجراه جيليس عام 1974، الذي نُشر في كتاب «البيت العنيف» (violent home)، من مجرد تطبيقه على عينة صغيرة إلى تطبيقه على عينة عالمية، وتكفل شتراوس بهذه المهمة، والذي كان قد كتب المقدمة لنفس الكتاب. واستشهد لانغلي وليفي بهذين المثالين في كتباهما الذي أصدراه عام 1977، بعنوان «ضرب الزوجة: الأزمة الصامتة» (Wife beating: the silent crisis).
في عام 1980، حذر واكتير آر شوم الأستاذ بـ جامعة ولاية كنساس للدراسات الأسرية والخدمات البشرية من خطر تأثير ووزل عندما قال إنه يمكن استخدامه بطريقة خاطئة في مجال «تحديد السياسات للوقاية من العنف الأسري وسبل معالجته».
وفي كتاب «العنف الحميم» (Intimate Violence) الصادر عام 1998، استخدم كلٌ من جيليس وشتراوس تأثير ووزل ويني ذا بوه لتوضيح كيف يمكن أن يتسبب سوء الممارسة في مجال الأبحاث والأبحاث ذاتية المرجع في أن يتم الأخذ بالأبحاث الأقدم على أنها أدلة جديدة؛ مما يتسبب في حدوث أخطاء وتحيزات.
يحدث تأثير ووزل أو ووزل عندما تتسبب الاقتباسات المتكررة للمنشورات السابقة، التي تفتقر إلى الأدلة، في تضليل الأفراد والجماعات والعامة من الناس وتجعلهم يفكرون أو يعتقدون أن هناك دليلًا، وبهذا تصبح الأكاذيب أساطير حضرية وأخبارًا ملفقة. وغالبًا ما يتم الربط بين إنشاء تأثيرات ووزل بالتغير في اللغة من الشكل المحتمل («ربما»، «قد»، «يمكن») إلى الشكل المؤكد («إنه»)، مما يتسبب في إضفاء طابع التأكيد على اللغة وطرح أفكار ووجهات نظر لا يقصدها المؤلف أو لم يدعمها دليل. كذلك، ترتبط عملية انتقاء البيانات والتصاميم الخاصة بأدوات البحث المستخدَمة في جمع البيانات الأولية بإنشاء تأثير ووزل في العديد من مجالات الدراسة.
ويُنظر إلى تأثير ووزل باعتباره مثالًا على الانحياز التأكيدي كما أنه يرتبط بـ عقيدة المثابرة. ونظرًا لطبيعة العلوم الاجتماعية؛ حيث يمكن أن تعتمد الأدلة التجريبية على تقارير تجريبية للمواضيع أكثر من اعتمادها على المقياس المطلق، قد يتجه الباحثون إلى مواءمة الأدلة بالتوقعات. كذلك، ينظر إلى العلوم الاجتماعية بأنها أكثر احتمالية لتتماشى مع وجهات النظر والمثل العليا المعاصرة للعدالة الاجتماعية، مما يؤدي إلى إظهار التحيز تجاه تلك المثل العليا، ومن ثَم استخدام الأدلة لإثبات صحتها. علاوةً على ذلك، يرتبط مفهوم تأثيرات ووزل بـ التفكير الجماعي، حيث يؤدي التوافق الاجتماعي داخل نموذج مقبول لمجموعة ما إلى تبسيط البيانات التي لا تدعم التفكير الجماعي وتعديلها وحتى التجاهل المتعمد لها.
في معظم الأحيان، يتم الاستشهاد بمصطلحي ووزل وتأثير ووزل واستخدامهما في مجال العنف الشخصي (IPV) والعنف المنزلي. ويبدو أن هذا المصطلح يرتبط بالمصطلحات الناشئة في مجال الموضوع الذي تناوله كتاب «العنف الحميم» (Intimate Violence) الصادر عام 1998.